# 尊室詥
尊室詥（越南语：／；1870年—1888年），陳仲金的《越南史略》中文譯本譯作“尊室涉”，是阮朝輔政大臣尊室說的次子，在勤王運動中擔任反法將領。
1885年7月4日，尊室說反抗失敗，帶著咸宜帝退往廣治省，隨後又退往廣平省宣化縣。咸宜帝在宣化山防衙發佈《勤王詔》，號召阮朝百姓起兵勤王。尊室詥和哥哥尊室談則在1886年至1888年期間保護咸宜帝的安全。
1888年，咸宜帝的護衛張光玉向法國投降，出賣了咸宜帝的下落。11月1日，尊室詥為了保衛咸宜帝而被殺死，時年18歲。

## 紀念
尊室詥被今日的越南人視作反抗法國殖民統治的英雄。在河內市、胡志明市和順化市，均有以他的名字命名的街道。